# Belá (přítok Váhu)
Belá (německy Weißwasser, maďarsky Béla, polsky Biała Liptowska) je řeka v okrese Liptovský Mikuláš na Slovensku, která odvodňuje Kôprovou a Tichou dolinu. Protéká východní částí okresu Liptovský Mikuláš. Je to pravostranný přítok Váhu. Je dlouhá 23,6 km.

## Průběh toku
Řeka vzniká soutokem Tichého a Kôprovského potoka. Teče okrajem Podbanského a přijímá Kamenistý potok a Račkovou zprava. Pokračuje okrajem vesnic Pribylina, Vavrišovo, Dovalovo a Liptovský Peter rovnoběžně se silnicí do Liptovského Hrádku, kde ústí do Váhu v lokalitě zvanej Úšusty.

### Přítoky
- zprava – Tichý potok (zdrojnice), Kamenistý potok, Surový potok, Bystrá, Račková, Mlynský potok,
- zleva – Kôprovský potok (zdrojnice), Dovalovec.

## Vodní režim
Průměrný průtok je 3,48 m³/s, minimální 0,46 m³/s a maximální 179 m³/s. V minulosti mnohokrát změnila tok, zpravidla po každé větší povodni. Teče po štěrkovém náplavovém kuželi vzniklém splavováním hornin z pramenné oblasti. Na tomto kuželi vytváří ramena, meandry a štěrkové lavice. Změně toku se říká „divočení“. Průměrná teplota vody je 4,46 °C a maximální 10 °C.

## Historie
Řeka je poprvé vzpomínaná v listinách Bela IV. pod názvem riullum Feier Potok, což znamená, že už na konci 13. století měla dnešní název. Název odkazuje k jejímu divokému toku rozbouřené, do běla zpěněné vody.

## Osídlení
Protéká města a vesnice Podbanské, Liptovská Kokava, Pribylina, Vavrišovo, Dovalovo, Liptovský Peter, Liptovský Hrádok.

## Využití
Za účelem využití vodní energie byla u obce Vavrišovo postavená malá vodní elektrárna, která je však značně necitlivě zasazená do okolního prostředí.

### Sjízdnost
Řeku je možné sjíždět od silničního mostu v Podbanském k přístavišti ve Vavrišově, níže je koryto značně zdevastované výstavbou malé vodní elektrárny a regulací toku.